# Kożyl (osiedle przy stacji)
Kożyl (ros. Кожиль) – osiedle przy stacji w Rosji, w Udmurcji, w rejonie głazowskim. W 2021 liczyło 10 mieszkańców.